# Zelena Balka, Velîka Bilozerka
Zelena Balka (în ucraineană Зелена Балка) este un sat în comuna Hiunivka din raionul Velîka Bilozerka, regiunea Zaporijjea, Ucraina.

## Demografie
Componența lingvistică a localității Zelena Balka
     Ucraineană (100%)
Conform recensământului din 2001, toată populația localității Zelena Balka era vorbitoare de ucraineană (100%).